# Råttan i pizzan
Råttan i pizzan är en modern folksägen, en så kallad klintbergare. Den finns i många versioner. En låter så här:
"En kompis till en kompis var och åt på en pizzeria på Hornsgatan i Stockholm. Hon kände att något fastnade i tanden. Natten därefter vaknade hon av en fruktansvärd tandvärk. Hon tog sig till Södersjukhuset, och där konstaterades det att det var en råttand. Hälsovårdsnämnden kom till pizzerian, och ett rum var igenbommat. Ägaren vägrade öppna det. Polisen kom dit och bröt upp dörren. I rummet hängde 50 slaktade råttor."
Historien hade mycket stor spridning i Sverige år 1973, då till och med Dagens Nyheter hade en artikel med rubriken Storlarm om råttfilé / Hälsovården rycker ut. I artikeln skriver man att rykten om att en restaurang ska ha använt kött från råttor och skator spridit sig i Stockholm, det framgår dock att hälsovårdsförvaltningen inte hittat några råttor när man inspekterat den och andra restauranger i Stockholm. Sägnen verkar ha funnits i England redan kring 1960, och har knutits till diverse olika restauranger ägda av utlänningar, inte bara pizzerior. Sägnen saknar av allt att döma verklighetsbakgrund.
Råttan i pizzan är också titeln på en bok med moderna folksägner av Bengt af Klintberg, utgiven 1986.